# Center for International Environmental Law
Das Center for International Environmental Law (kurz: CIEL, deutsch: Zentrum für Internationales Umweltrecht) ist eine Nichtregierungsorganisation mit Sitz in den USA. CIEL verfolgt als Ziele den Umweltschutz, den Schutz der Menschenrechte und nachhaltige Entwicklung.
Die Gründung erfolgte 1989. Die Mitglieder treten als Akteure bei Verhandlungen der Vereinten Nationen auf, bilden Aktivisten der Zivilgesellschaft im Umweltrecht und Umweltvölkerrecht weiter und bieten weitere Trainings- und Unterstützungsprogramme.
Die Zentrale befindet sich in Washington, D.C., ein Büro befindet sich am Standort Genf.